# NGC 4993
NGC 4993 (другие обозначения — NGC 4994, ESO 508-18, MCG −4-31-39, AM 1307—230, PGC 45657) — эллиптическая галактика в созвездии Гидра на расстоянии 40 Мпк (ок. 130 млн световых лет) от Земли.
Эта галактика занесена в «Новый общий каталог» дважды, с обозначениями NGC 4993, NGC 4994. Она принадлежит к объектам, перечисленным в оригинальной редакции «Нового общего каталога».

## GRB 170817A
17 августа 2017 года в галактике (на расстоянии около 10 угловых секунд от её центра) был зафиксирован короткий гамма-всплеск, получивший обозначение GRB 170817A, продолжительностью около 2 секунд. Считается, что он мог быть вызван слиянием двух нейтронных звёзд. Обнаружено оптическое послесвечение источника. Это событие на момент регистрации было самым близким из источников коротких гамма-всплесков, до которых было измерено расстояние. Согласно сообщению в журнале Nature, в научном сообществе распространяется (неподтверждённая официально) информация, что детекторы гравитационных волн VIRGO и LIGO зафиксировали ассоциированный с этим гамма-всплеском гравитационно-волновой всплеск, который, в случае подтверждения, станет первым обнаруженным гравитационно-волновым событием от слияния нейтронных звёзд (все ранее наблюдавшиеся ГВВ связаны со слиянием чёрных дыр) и первым ГВВ с чётко определённым пространственным положением источника. Ряд крупнейших астрономических инструментов мира (в том числе космический телескоп «Хаббл», рентгеновский космический телескоп «Чандра», Very Large Telescope Европейской южной обсерватории, радиотелескоп Atacama Large Millimeter Array) в течение нескольких суток после зарегистрированного события выполнили внеплановые наблюдения его окрестностей.

## GW170817
16 октября 2017 года впервые было официально анонсировано обнаружение гравитационной волны (событие названо GW170817, т.е. по дате прибытия волны к Земле), которое произошло в результате слияния двух нейтронных звёзд.